# Leighton Lucas
Leighton Lucas (Londen, 5 januari 1903 – aldaar, 1 november 1982) was een Brits componist, muziekpedagoog, dirigent, danser, choreograaf en arrangeur.

## Levensloop
Lucas werd geboren in een muzikaal gezin. Zijn vanuit Canada afkomstige vader Clarence Lucas was een bekend componist. Zijn carrière begon hij als danser (1918-1921) in het bekende Ballets Russes van Serge Diaghilev. In 1922 werd hij dirigent van Repertory Theatre in Birmingham. In 1923 dirigeerde hij de opera "The Immortal Hour" van Rutland Boughton. Het componeren leerde hij door autodidactische studies. Later werd hij dirigent en componist van een ballet compagnie en voor de Royal Academy of Dance.
Tijdens de Tweede Wereldoorlog deed hij dienst binnen de Royal Air Force. Na de oorlog richtte hij een eigen orkest op, om vooral eigentijdse muziek en veel van Franse componisten ermee uit te voeren.
Lucas was docent aan de Royal Academy of Music in Londen.
Als componist schreef hij werken voor orkest, brassband, balletten, vocale werken, kamermuziek en filmmuziek. In 1954 voerde hij een ballet versie van het klassieke verhaal voor kinderen Where the Rainbow Ends, waarvoor hij ook de muziek componeerde, met in de hoofdrollen Alicia Markova en Anton Dolin in de Royal Festival Hall. Echter, in 1974 werd hij benaderd door de choreograaf Sir Kenneth MacMillan om muziek aan te passen van Jules Massenet voor een avondvullend versie van Manon, ballet in 3 bedrijven door gebruik van materiaal van het oorspronkelijke opera.

## Composities

### Werken voor orkest
- 1934 Partita, voor piano en kamerorkest
- 1936 Sinfonia brevis, voor hoorn en 11 instrumenten
- 1939 L’Europe Galante after André Campra
- 1940 Suite Francaise
- 1941 March-Prelude from "Target for Tonight"
- 1942 A Litany, voor strijkorkest
- 1949 Chaconne cis mineur
- 1950 Eve's Rhapsody uit de film "Stage Fright"
- 1956 Concert Champêtre, voor viool en orkest - première tijdens de Proms concerten in Londen 1956
- 1956 Concertino, voor cello en orkest
- 1956 Prelude, Aria and Finale, voor viola d’amore en kamerorkest
- 1957 Ballet de la Reine, voor strijkorkest - première: 4 januari 1960 in het BBC 3 programma
- 1957 Concert, voor klarinet en orkest
- 1957 Portrait of the Amethyst from "Yangtse Incident"
- 1957 The Amethyst March
- 1958 Suite from "Ice Cold in Alex"
  1. Prelude
  2. Love Scene
  3. March
- 1970 Birthday Variations
- Eastern Court
- Marche fantastique
- Princesses’ Dance
- Snake Charmer

### Werken voor brassband
- 1960 Symphonic Suite
- 1962 Spring Song
- 1968 Choral and Variations
- 1972 A Waltz Overture
- The Road to Alex

### Missen en andere kerkmuziek
- 1952 The glory of God, voor gemengd koor - tekst: Eugene Pillot
- 1967 Mass in g mineur, voor gemengd koor (of vrouwenkoor)
- 1969 Parish Mass

### Muziektheater

#### Balletten
| Voltooid in | titel                                     | aktes | première         | libretto | choreografie |
| ----------- | ----------------------------------------- | ----- | ---------------- | -------- | ------------ |
| 1935        | The Wolf’s Ride                           |       |                  |          |              |
| 1938        | Death in Adagio (naar Domenico Scarlatti) |       |                  |          |              |
| 1945-1946   | The Horses                                |       |                  |          |              |
| 1972-1973   | Tam O’Shanter                             |       | nooit uitgevoerd |          |              |

### Vocale muziek

#### Werken voor koor
- 1932 Every wind that blows, voor gemengd koor - tekst: Eugene Pillot
- 1953 Sleep and Death, voor gemengd koor
- 1955 Dream pedlary, voor gemengd koor a capella - tekst: Thomas Lovell Beddoes (1803-1849)
- 1968 No More, voor vrouwenkoor (SSA) en piano - tekst: George Gordon Noel Byron
- 1954 To Men, voor vrouwenkoor (SSA) en piano - tekst: Ben Jonson

#### Liederen
- 1953 My True Love hath my Heart, voor zangstem en piano

### Kamermuziek
- 1956 Meditation, voor cello en piano
- 1957 Orientale, voor fagot (of cello) en piano
- 1959 Aubade, voor hoorn, fagot en piano
- 1960 Soliloquy, voor altviool en piano
- 1961 Tristesse, voor altviool en piano
- 1966 Disquisition, voor 2 cello's en 2 piano's
- Three Dances for Three, voor 2 harpen en hobo

### Filmmuziek
- 1936 The Cardinal
- 1937 Head Over Heels
- 1941 Target for Tonight
- 1946 We of the West Riding
- 1948 My Hands Are Clay
- 1949 Now Barabbas
- 1950 Stage Fright
- 1950 Portrait of Clare
- 1951 Talk of a Million
- 1953 This Is York
- 1954 The Weak and the Wicked
- 1957 Yangtse Incident: The Story of H.M.S. Amethyst
- 1958 Ice Cold in Alex
- 1958 The Son of Robin Hood
- Just William (tv-serie)
- The Dam Busters